# 1368
1368 је била преступна година.

## Догађаји
- 23. јануар — Џу Јуен-џанг је ступио на кинески престо, започевши династију Минг која ће владати Кином три века.
- Википедија:Непознат датум — Кечкемет добио статус града

## Рођења
- 3. децембар — Карло VI Луди, француски краљ (†1422)